# Kalumum
Kalumum – według „Sumeryjskiej listy królów” ósmy władca sumeryjski należący do tzw. I dynastii z Kisz, który panować miał przez 840 lat.
Imię Kalumum nie jest imieniem sumeryjskim lecz akadyjskim i znaczy dosłownie „Baran” (akad. kalūmu).